# Hinterglasmuseum Sandl
Im Hinterglasmuseum Sandl werden seit 1989 Exponate der für Sandl im 19. Jahrhundert charakteristischen Hinterglasmalereien ausgestellt. Die Hinterglasmalerei in Sandl wurde 2012 als traditionelles Handwerk in die UNESCO-Liste des Immateriellen Kulturerbes Österreichs aufgenommen.

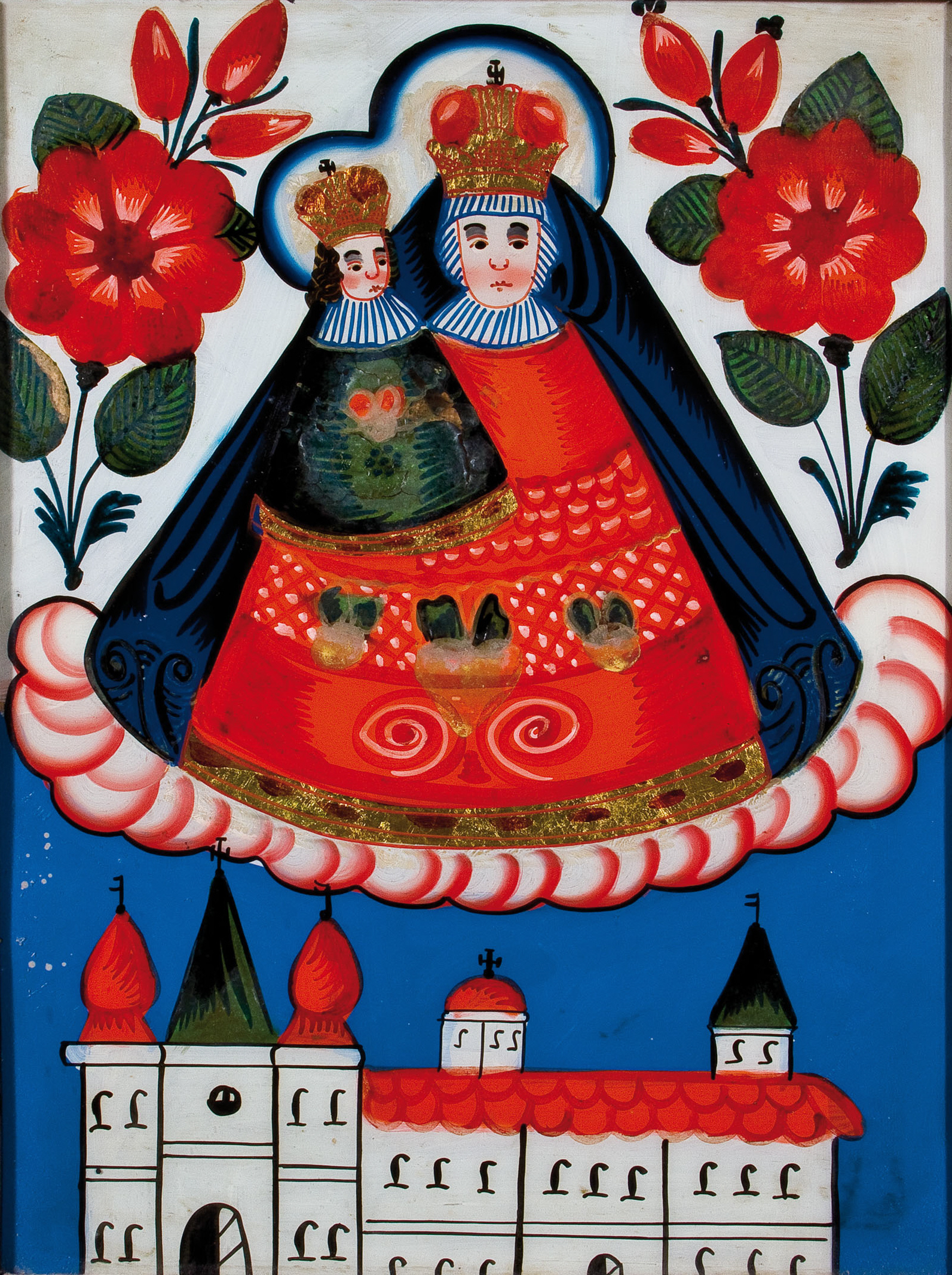
Hinterglasbild mit dem Motiv des Gnadenbildes von Maria Zell mit der Sandler Rose in den oberen Bildecken, 2. Hälfte des 19. Jahrhunderts

## Geschichte und Konzeption
Um Besuchern des Ortes die Technik der Herstellung der traditionellen Hinterglasmalerei und hier erzeugte Exponate präsentieren zu können, wurde 1986 vom Verein zur Förderung der Region Sandl – Unteres Mühlviertel beschlossen, im Ort ein Museum einzurichten. Am 21. Mai 1989 wurde in Sandl das Hinterglasmuseum eröffnet.
Das Museum informiert über Geschichte und Technik der Hinterglasmalerei in Sandl, die sich um das Jahr 1800 im Mühlviertel etabliert und zu einem bekannten Zentrum der Hinterglasmalerei in der gesamten Habsburgermonarchie im 19. Jahrhundert entwickelt hat. Im Museum werden 140 chronologisch geordnete Hinterglasbilder gezeigt, ergänzt von Werkzeugen und Material, über die Darstellung der Maltechnik, dem Vertrieb der fertigen Bildern bis hin zur Demonstration der Lebensbedingungen der Glasmaler.
Das Hinterglasmuseum Sandl ist Mitglied beim Verbund Oberösterreichischer Museen und ist mit dem Österreichischen Museumsgütesiegel ausgezeichnet worden.
Das Hinterglasmuseum veranstaltet in regelmäßigen Abständen Workshops und Symposien sowie mit Partnern, z. B. mit dem Prager Nationalmuseum, internationale Ausstellungen zum Thema traditionelle Hinterglasmalerei.

## Lage
Das Museum befindet sich in den Räumlichkeiten eines alten Bauernhauses in der Ortsmitte von Sandl. Es ist Teil der Mühlviertler Museumsstraße.

## Gebäude
An dieser Stelle stand ursprünglich ein Pferdestall, der später zur Postgarage umgebaut wurde. Im Jahr 1988 präsentierte Architekt Günther Kleinhanns aus Linz verschiedene Ausbaumöglichkeiten, und am 19. September 1988 wurde mit den Umbauarbeiten begonnen. Die nüchterne Postgarage wurde mit alten Steineinfassungen für die Fenster, Steinplatten für die neuerrichtete Gred und alten Brettern für den Stubenfußboden versehen. Die alte Sturzdecke stammt aus St. Oswald bei Freistadt, die Haustüre aus Leopoldschlag, die großen Schauvitrinen von der Oberösterreichischen Landesausstellung 1988 auf Schloss Weinberg.

## Immaterielles Kulturerbe der UNESCO
Im Jahr 2012 wurde die traditionelle Handwerkstechnik der Hinterglasmalerei in Sandl in das UNESCO-Verzeichnis des Immateriellen Kulturerbes Österreichs aufgenommen.
Um 1760 wanderten zahlreiche Glasmaler aus Nordböhmen in das Mühlviertel und begannen die erlernten Fähigkeiten hier umzusetzen. Die Hinterglasmalerei im Freiwald wurden zumeist in Familien arbeitsteilig ausgeführt.
Bei der Herstellung der Hinterglasbilder wird zunächst das Motiv spiegelverkehrt von einem Riss (Vorlage) auf eine Glasscheibe übernommen und auf der Rückseite des Glases zunächst der Vordergrund des Bildes aufgetragen. Der perspektivische Eindruck entsteht durch den gestaffelten Auftrag der einzelnen Bildpartien. Als letzter Arbeitsschritt wird flächig die Hintergrundfarbe aufgebracht. Die leuchtenden, kräftigen Ölfarben für die Hinterglasmalerei werden kalt aufgetragen. Charakteristisch für viele Bilder ist die Darstellung der Sandler Rose, die meist einzeln oder als Blumengebinde in den Bildecken positioniert wurde.
Als beliebte Motive wurden Heiligendarstellungen, Segenssprüche sowie Landschafts- und Tierdarstellungen angefertigt. Die in Weichholz gerahmten Glasscheiben waren in der zweiten Hälfte des 19. Jahrhunderts im Mühlviertel und darüber hinaus weit verbreitet und wurden erst in der ersten Hälfte des 20. Jahrhunderts durch preisgünstigere Kunstdrucke ersetzt. Nachdem Mitte des 20. Jahrhunderts die Hinterglasmalerei fast vollständig in Vergessenheit geraten war, begannen nach dem Zweiten Weltkrieg einzelne Glasmaler sich erneut der alten Tradition zu widmen und weiterzugeben.